# Claes-Göran Wetterholm

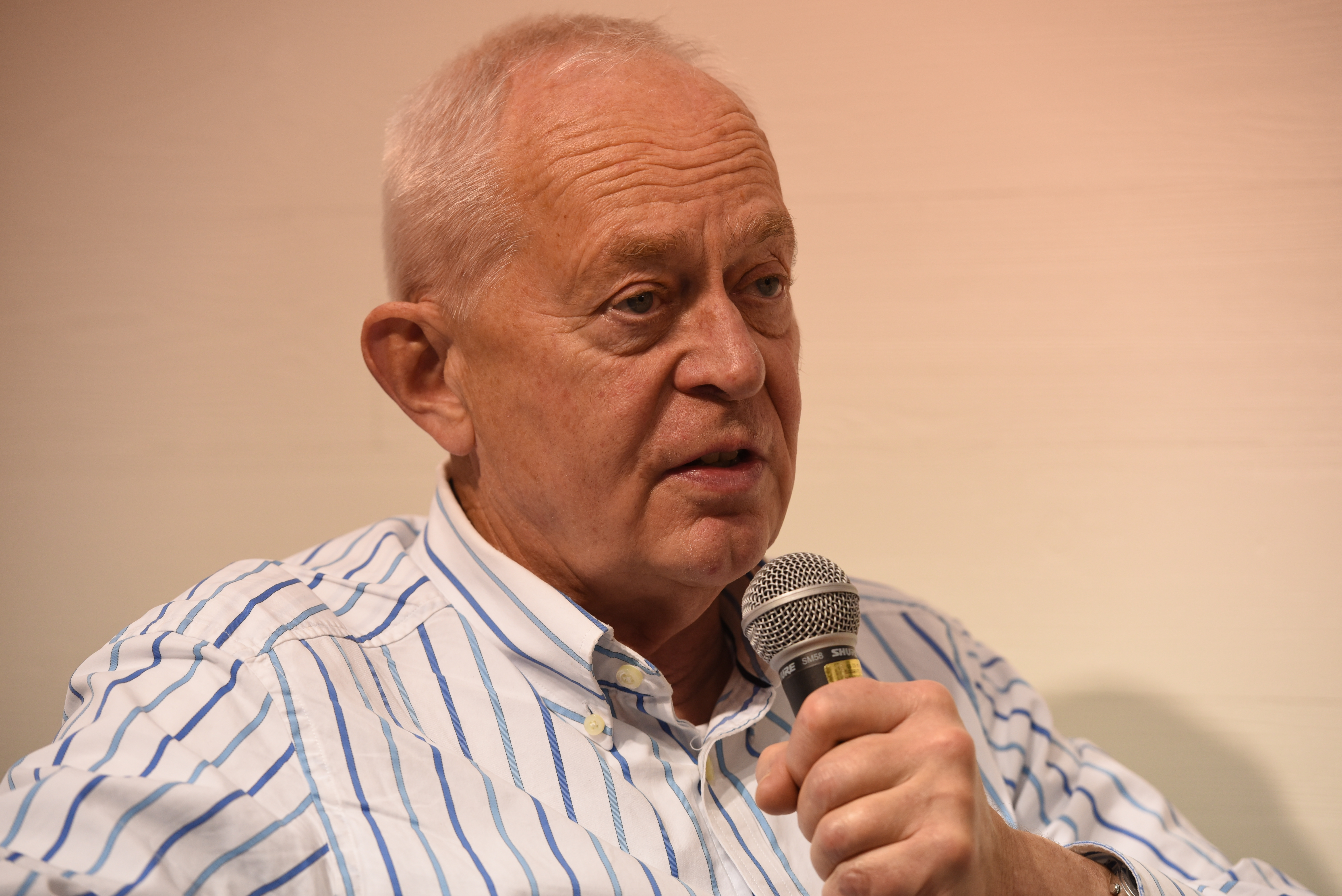
Claes-Göran Wetterholm på Bokmässan i Göteborg 2024.

Claes-Göran Ovar Wetterholm, född 6 maj 1952, är en svensk etnolog, författare och forskare. Han är expert på passagerarfartyget RMS Titanic som sjönk i Atlanten 1912. Wetterholm är ägare till en stor samling föremål med koppling till Titanic, har skrivit flera böcker om fartyget samt är ordförande i Skandinaviska Titanicföreningen.